# 2008年北京オリンピックのジンバブエ選手団
2008年北京オリンピックのジンバブエ選手団（2008ねんペキンオリンピックのジンバブエせんしゅだん）は、2008年8月8日から8月24日にかけて中国の北京を主として開催された2008年北京オリンピックのジンバブエ選手団、およびその競技結果。

## 概要
今大会は金メダル1個、銀メダル3個、合計4個のメダルを獲得した。

## メダル
| メダル | 選手名                   | 競技 | 種目                 |
| ------ | ------------------------ | ---- | -------------------- |
| 金     | カースティ・コベントリー | 競泳 | 女子200m背泳ぎ       |
| 銀     | カースティ・コベントリー | 競泳 | 女子100m背泳ぎ       |
| 銀     | カースティ・コベントリー | 競泳 | 女子200m個人メドレー |
| 銀     | カースティ・コベントリー | 競泳 | 女子400m個人メドレー |

## 陸上競技
- ンゴニザシェ・マクシャ - 男子幅跳び 4位
- ブライアン・ジンガイ - 男子200メートル 4位
- ルイス・バンダ - 男子400メートル 1回戦敗退
- ヤング・トークモア・ヌヨンガニ - 男子400メートル 1回戦敗退
- クスベルト・ニャサンゴ - 男子10000メートル 途中棄権
- マイク・フォコロニ - 男子マラソン 11位
- タビサ・ツァツァ - 女子マラソン 49位

## 自転車
- アンティプス・クワリ - 男子クロスカントリー 48位

## ボート
- エラナ・ヒル - 女子シングルスカル 25位

## 水泳

### 競泳
- カースティ・コベントリー - 女子200メートル背泳ぎ金メダル、100メートル背泳ぎ銀メダル、200メートル個人メドレー銀メダル、400メートル個人メドレー銀メダル
- ヘザー・ブランド - 女子100メートルバタフライ 1回戦敗退

## テニス
- カーラ・ブラック - 女子シングルス 1回戦敗退

## トライアスロン
- クリス・フェルゲイト - 男子個人 42位